# Sulochana Latkar
Sulochana Latkar, née le 30 juillet 1928 à Belagavi et morte le 4 juin 2023, est une actrice du cinéma indien, connue sous son nom de scène Sulochana. 
Elle a tourné dans 50 films du cinéma marathi et environ 250 films hindis. Elle est surtout connue pour ses performances dans des films marathis tels que Sasurvas (1946), Vahinichya Bangdya (1953), Meeth Bhakar, Sangtye Aika (1959) et Dhakti Jau dans les rôles principaux, ainsi que pour ses rôles de mère qu'elle a joués dans le cinéma hindi à partir du film Dil Dekhe Dekho de 1959 jusqu'en 1995. Elle et Nirupa Roy ont incarné les rôles de "mère" de 1959 au début des années 1990. 

## Carrière
Sulochana Latkar fait ses débuts au cinéma en 1946. Elle est l'actrice principale de films marathis de 1946 à 1961 avec des films comme Sasurvas (1946), Vahinichya Bangdya (1953), Meeth Bhakar, Sangtye Aika (1959), Laxmi Ali Ghara, Moti Manse, Jivacha Sakha, Pativrata, Sukhache Sobti, Bhaubheej, Akashganga et Dhakti Jau. Elle fait souvent équipe avec Nazir Hussain (en) et Ashok Kumar, tout au long de sa carrière, dans les films hindis. Elle déclare dans une interview qu'elle aime jouer la mère de trois acteurs - Sunil Dutt, Dev Anand et Rajesh Khanna. Elle joue souvent le rôle de la mère ou d'un proche parent dans des films hindis avec Sunil Dutt comme 
acteur principal, comme dans Heera, Jhoola, Ek Phool Char Kante, Sujatha, Mehrbaan (1967), Chirag, Bhai Bahen (1969), Reshma Aur Shera, Umar Qaid, Muqabla, Jaani Dushman et Badle Ki Aag. Elle est une habituée des films avec Dev Anand dans les rôles principaux, où Dev Anand est son fils ou un parent et certains de leurs films communs sont Jab Pyar Kisise Hota Hai, Pyar Mohabbat, Duniya (1968), Jhonny Mera Naam, Amir Garib, Warrant et Joshila. Depuis 1969, elle joue souvent à l'écran le rôle d'une proche parente du personnage joué par Rajesh Khanna et certains de leurs films célèbres incluent Dil Daulat Duniya, Bahraon Ke Sapne, Doli, Kati Patang, Mere Jeevan Saathi, Prem Nagar, Aakraman, Bhola Bhala, Tyaag, Aashiq Hoon Baharaon Ka et Adhikar (1986). Ses autres films les plus connus sont Nai Roshni (1967), Aaye Din Bahar Ke, Aaye Milan Ki Bela, Ab Dilli Dur Nahin, Majboor, Gora Aur Kala, Devar, Bandini, Kahani Kismat Ki, Talaash (1969) et Azaad (1978). 
En 2003, elle reçoit le prix Chitrabhushan institué par l'Akhil Bharatiya Marathi Chitrapat Mahamandal, à l'occasion de l'anniversaire de naissance de Baburao Painter (en), l'un des fondateurs du cinéma marathi moderne. 

## Récompenses
Sulochana Latkar a reçu la distinction civile Padma Shri, en 1999 et le Prix Filmfare pour l'œuvre d'une vie, en 2004. En 2009, elle reçoit le prix Maharashtra Bhushan (en) du gouvernement du Maharashtra.